# Korczyców
Korczyców [kɔrˈt͡ʂɨt͡suf] (deutsch Kurtschow) ist ein Dorf in der Gmina Maszewo in der polnischen Woiwodschaft Lebus.